# Röntgen-Gymnasium Würzburg
Das Röntgen-Gymnasium Würzburg (RGW) ist ein mathematisch-naturwissenschaftliches und neusprachliches Gymnasium in Würzburg. Die Schule ist Seminarschule für die Ausbildung angehender Lehrer, außerdem werden am Röntgen-Gymnasium die sogenannten Übergangsklassen des bayerischen Regierungsbezirkes Unterfranken betreut. Namensgeber der Schule ist Wilhelm Conrad Röntgen, der in Würzburg die nach ihm benannte Röntgenstrahlung entdeckte.

## Geschichte

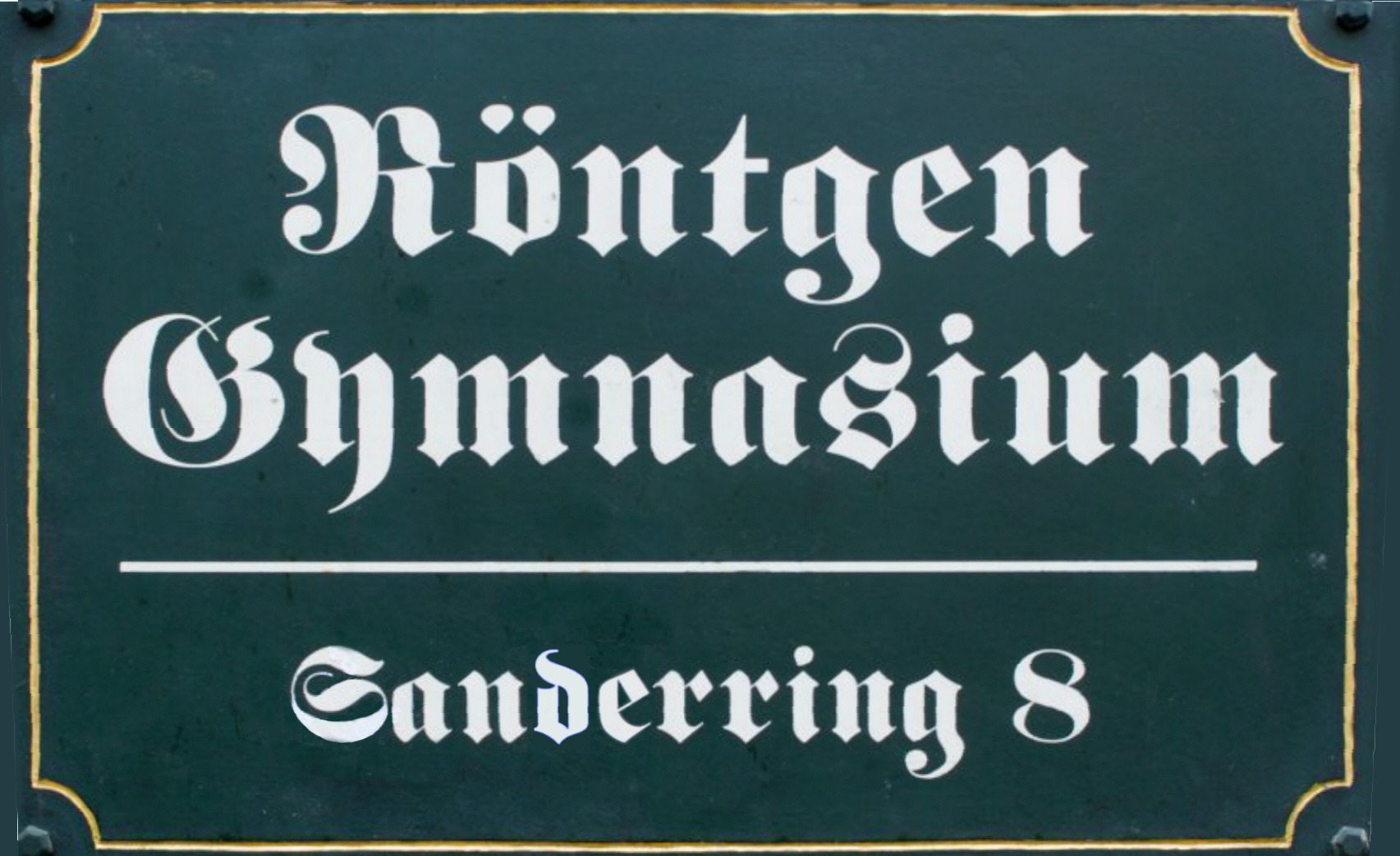
Neuer Name ab 1965

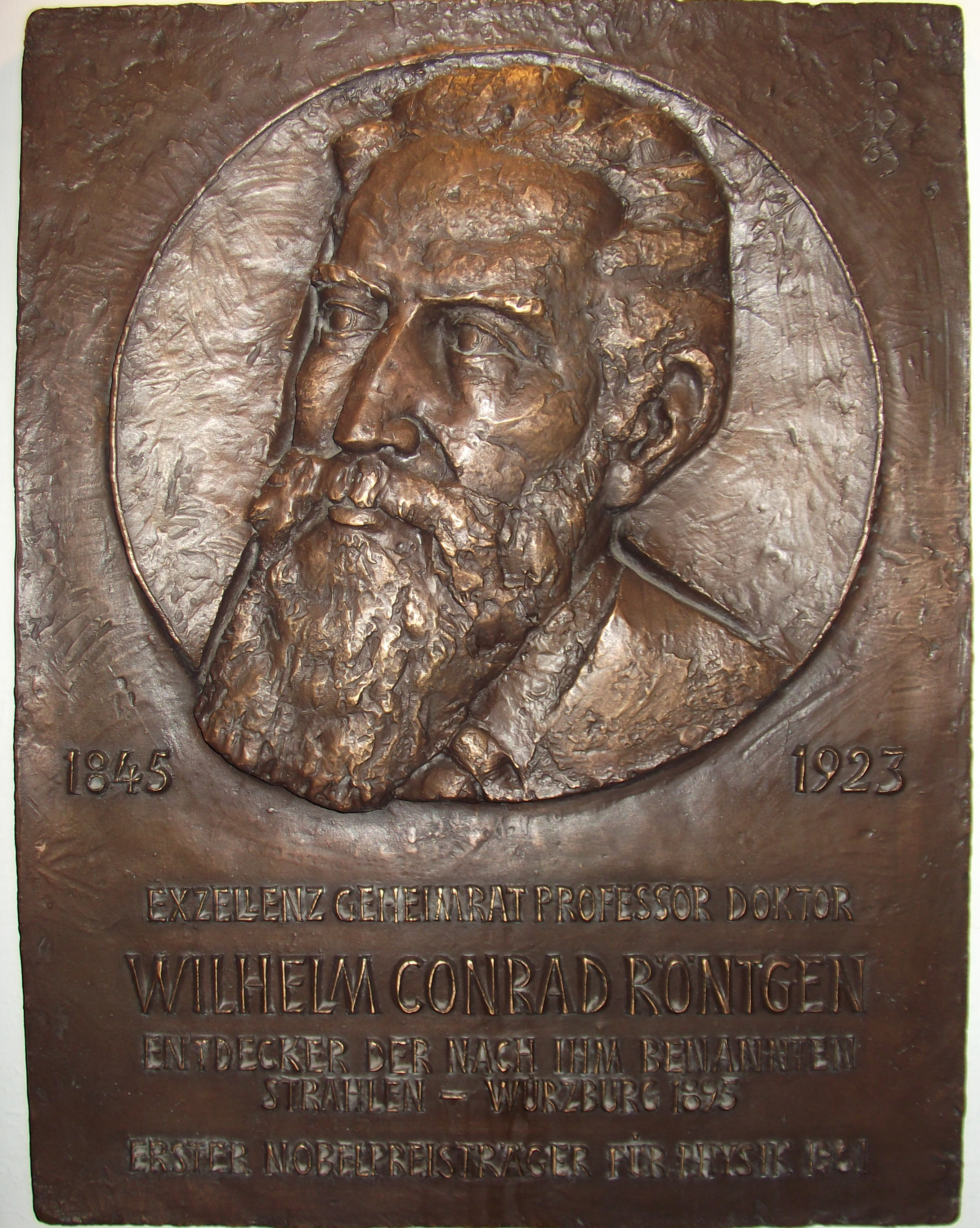
Gewidmet W. C. Röntgen

Von 1820 (Höhere Bürgerschule) bis 1909 (Kgl. Kreis-Landwirthschafts- und Gewerbeschule bzw. Kreisrealschule) wurde eine sechsklassige Ausbildungsform im damaligen Dominikanerkloster und ab 1859 in der Maxschule angeboten. Auf königlichen Erlass hin wurde in den Jahren 1907–1910 eine Oberprima aufgebaut und der Schulbetrieb im 1908 bis 1910 nach einem Gesamtentwurf von Regierungsbaumeister Fritz Gablonsky am Sanderring entstandenen Gebäude ab 1910 als neunklassige Oberrealschule (Kgl. Kreis-Oberrealschule) aufgenommen. Der Bau des stattlichen Gebäudes für Oberrealschule und die angegliederte Kgl. Kreis-Bauschule mit Maschinenbauschule kostete 1,14 Mio. Mark.
Die Oberrealschule wurde im Zweiten Weltkrieg beim Luftangriff am 16. März 1945 schwer beschädigt, aber die dicken Mauern und die Eisenbetondecken des Gebäudes hielten den Stabbrandbomben des britischen Angriffs stand. 1960 widmete man sie durch den Namen Röntgen-Oberrealschule Würzburg dem in Würzburg erfolgreichen Physiker Wilhelm Conrad Röntgen. Im Jahr 1965 wurde die „alte OB“, wie die Schule auch noch in den 1970er Jahren, zu deren Beginn die ersten Schülerinnen aufgenommen wurden, genannt wurde, entsprechend dem Hamburger Abkommen in Röntgen-Gymnasium Würzburg umbenannt.
Im November 1971 erhielt das Röntgen-Gymnasium seinen ersten Computer, den „Monroe 1665“ (ein wissenschaftlich-technischer Tischcomputer der MOS/LSI-Generation) zum Preis eines kleinen Mercedes.
Das unter Überfüllung und Raumnot leidende Gymnasium erhielt Ende 1971 zusätzlich angemietete Räume im früheren CVJM-Heim an der Ecke Ottostraße/Friedrich-Ebert-Ring. Die Klassen waren außer im Hauptgebäude am Sanderring auch in der alten Burkarder Volksschule, in der Münzschule und in drei Pavillons im Hof der Münzschule untergebracht.
Im Herbst 1973 wurde das gleich große Friedrich-Koenig-Gymnasium zur räumlichen Entlastung des Röntgen-Gymnasiums gegründet, das bis zu diesem Zeitpunkt (Sommer 1973: 1.842 Schüler, mit Seminarteilnehmern etwa 150 Lehrer) als Bayerns größte Bildungseinrichtung galt.
Im rechten Flügel des Gebäudes des Röntgen-Gymnasium waren Räume der Fachhochschule untergebracht.
2010 feierte das RGW sein 100-jähriges Bestehen.

Würzburger Innenstadt um 1900
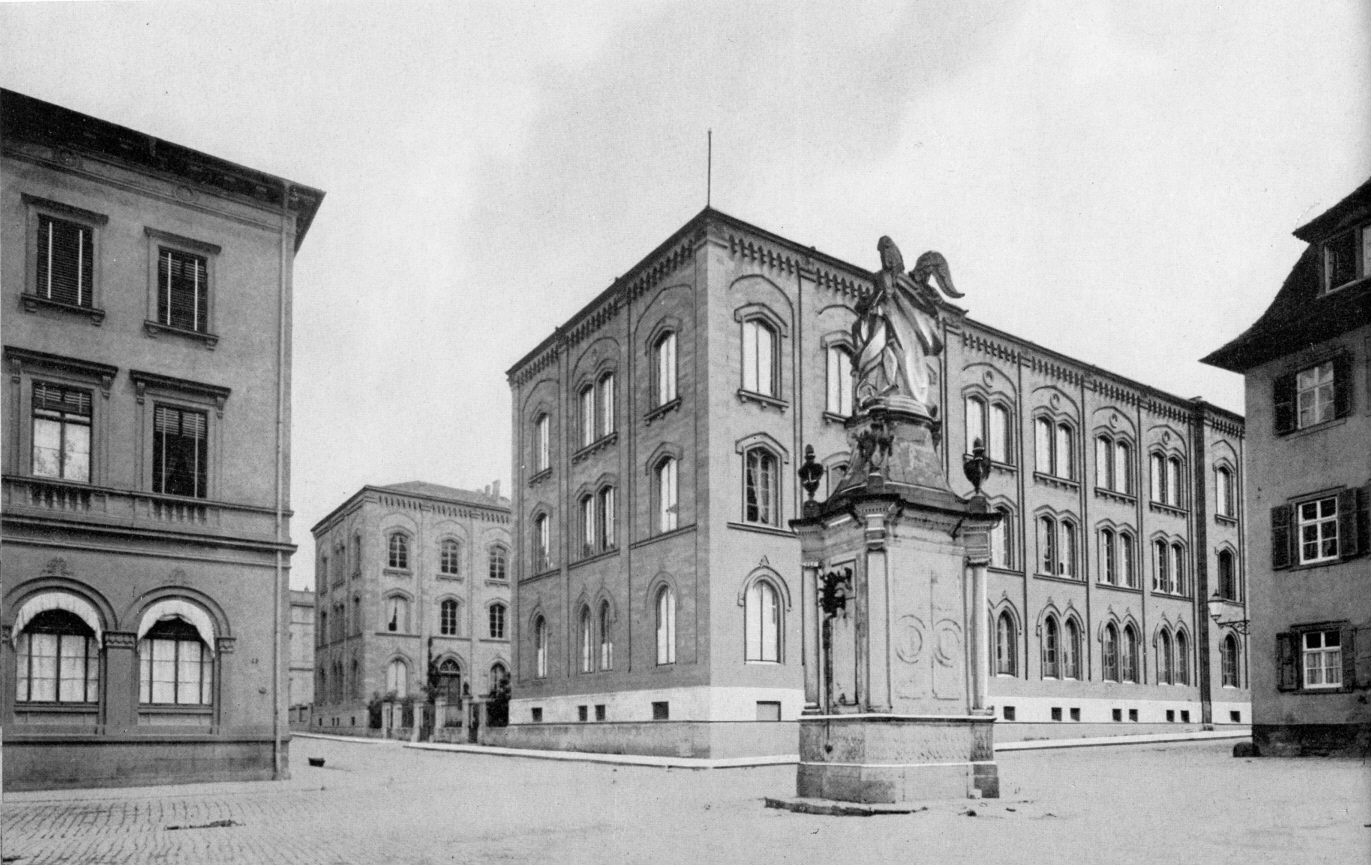
„Kreis-Realschule“ Maxschule 1910
Allerhöchster Erlaß 1907 zur Erweiterung der Kreis-Realschule Würzburg
„Kreis-Oberrealschule“ Schulneubau 1910 am Sanderring
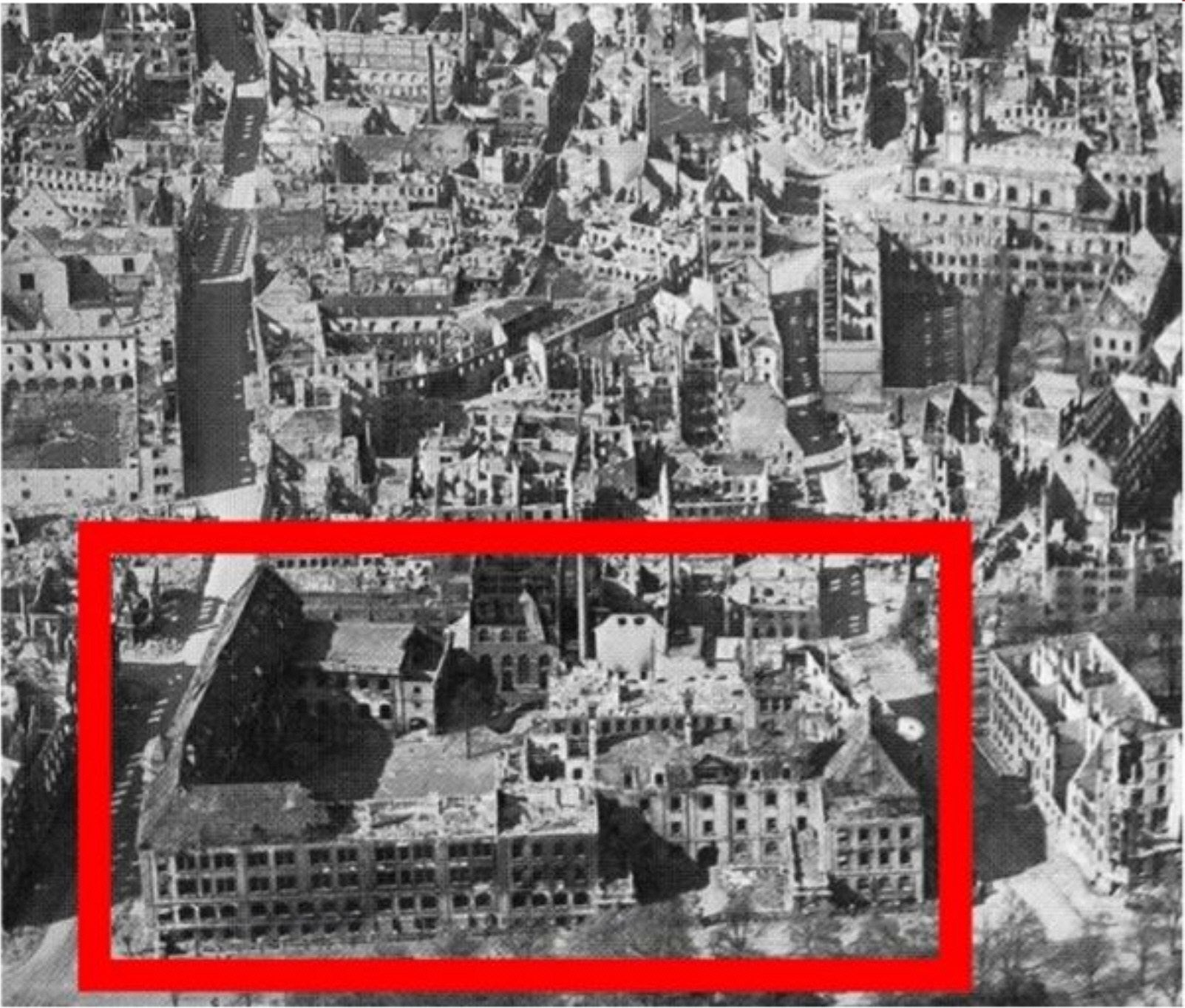
Folgen des 16. März 1945 am Sanderring

### Gebäude
Vorbilder für die Segmentgiebel sind teilweise die von Balthasar Neumann errichteten Häuser. Neumanns Architektur prägte auch andere Verzierungen am RGW-Gebäude wie zum Beispiel die Bänderung der Hofeinfahrt. Im Jahr 2007 wurde der Neubau im Pausenhof eingeweiht.

### Räumlichkeiten
Das RGW verfügt über einen eigenen Turnhallenbau, der zwei Turnhallen beherbergt. Er wurde nach dem Zweiten Weltkrieg eigentlich nur als Provisorium gebaut, entspricht aber dennoch den heutigen Sicherheitsstandards. Dem RGW stehen außerdem eine Turnhalle der Volkshochschule Würzburg in der Münzstraße, der Sportplatz „Sanderrasen“ (1905 noch ein Exerzierplatz) und das angrenzende Schwimmbad „Sandermare“ zur Verfügung.

## Schulwesen

### Zweige
- Naturwissenschaftlich-technologischer Zweig:
  - 2. Fremdsprache Latein oder Französisch ab der 6. Jahrgangsstufe
  - Physik ab der 7. und Chemie ab der 8. Jahrgangsstufe
  - Informatik ab der 9. Jahrgangsstufe
- Sprachlicher Zweig
  - 2. Fremdsprache Latein oder Französisch ab der 6. Jahrgangsstufe
  - 3. Fremdsprache Italienisch ab der 8. Jahrgangsstufe
  - Physik ab der 7. Jahrgangsstufe
  - Chemie ab der 9. Jahrgangsstufe

Erste Fremdsprache in der 5. Jahrgangsstufe ist für alle einheitlich Englisch.
Als zweite Fremdsprache in der 6. Jahrgangsstufe kann Latein oder Französisch gewählt werden.
Im sprachlichen Zweig wird Italienisch als dritte Fremdsprache ab der 8. Jahrgangsstufe unterrichtet, so dass der gymnasiale Zweig durch die Sprachenwahl in der 6. Jgst. nicht festgelegt wird.
Als spätbeginnende Fremdsprache kann von allen Schülern in der 10. Jahrgangsstufe als vierte 'lebende' Fremdsprache Spanisch gewählt werden.

### Wahlfächer und AKs
Am Röntgen-Gymnasium bestehen folgende Wahlfächer oder Arbeitskreise:
- Schülerzeitung
- Schulspiel
- Englisches Theater
- Chor
- Big-Band
- Filmgruppe
- Tanztheater
- Medien-Scouts
- Schulsanitätsdienst
- Food (Versorgung mit Essen und Trinken bei Veranstaltungen)
- Technik
- Fußball
- Basketball
- Parkour/Zirkuskünste
- Umwelt
- Schulball
- Tutoren
- Tiere live
- Lego Robotik
- Schach

### Auszeichnungen
Die Filmgruppe Röntgenfilm hat unter anderem folgende Preise gewonnen:
- 2. Publikumspreis Nacht der Selbstgedrehten 2008 beim Internationalen Filmwochenende in Würzburg (Retro)
- Kid Witness News European Award 2009 im Rahmen eines internationalen Videowettbewerbes von Panasonic in der Royal Festival Hall in London (Spannende Welt der Kommunikation)
- Beste Dokumentation Jufinale (Unterfranken/Calvados) 2010 (Man vermisst nur was man nicht mehr hat)

Das Wettkampfteam aus dem Wahlfach „Lego-Robotik“ gewann bereits mehrfach das Deutschlandfinale der World Robot Olympiad und qualifizierte sich so für das Weltfinale in Quatar und Costa Rica.

### Bekannte ehemalige Schüler
- Leo Kirch (1926–2011), Schüler der Oberrealschule von 1940 bis 1943, Medienunternehmer
- Wolfgang Malisch (* 1943),[13] Abitur 1962, Professor für Chemie, Verdienstkreuz am Bande der Bundesrepublik Deutschland (2004)
- Walter Kolbow (1944–2024), Abitur 1964, Politiker (SPD)
- Dieter Michael Feineis (1945–2021), Abitur 1964, römisch-katholischer Geistlicher und Kirchenhistoriker
- Josef Kern (* 1951), Kunsthistoriker
- Hans-Georg Herbig (1955–2023), Geologe und Paläontologe
- Rudolf Strohmeier (* 1952), Jurist und EU-Politiker
- Werner E. Gerabek (* 1952), Abitur 1973, Professor für Geschichte und Ethik der Medizin sowie Gründer und Geschäftsführer des Deutschen Wissenschafts-Verlags (DWV)
- Thomas Heise (* 1953), Mediziner, Sinologe und Forscher im psychotherapeutischen, ethnomedizinischen und transkulturellen Bereich
- Kersten Meier (* 23. Februar 1954,[14] † 2001[15]), Teilnehmer an den Olympischen Sommerspielen 1972 und den Schwimmweltmeisterschaften 1975
- Wolfgang Michal (* 1954), Autor und Journalist
- Josef Schuster (* 1954), Abitur 1973, Internist, Präsident des Zentralrates der Juden in Deutschland
- Eberhard Seidel (* 1955), Soziologe, Journalist und Publizist
- Raimund Girwidz (* 1956),[16] Physiker und Physikdidaktiker[17]
- Thomas Wirth (* 1956), Biologe, Dekan der Medizinischen Fakultät der Universität Ulm und Direktor des Instituts für Physiologische Chemie der Universität Ulm
- Hartmut Göbel (* 1957), Neurologe, Schmerztherapeut und Psychologe
- Klaus-Peter Lesch (* 1957), Psychiater und Professor an der Universität Würzburg
- Michael Winkler (* 1957), Kolumnist und Autor von politischen Schriften, Science-Fiction- und Fantasy-Romanen. Er schreibt regelmäßig Artikel für rechtsextreme Websites. Er trat 2005 mit einer öffentlichen Holocaustleugnung hervor, für die er 2008 rechtskräftig zu einer Geldstrafe verurteilt wurde.
- Jochen Niemuth (* 1958), Künstler und Meditationslehrer
- Hans-Peter Porzner (* 1958), Künstler und Autor
- Stefan Schilling (* 1959), Bildhauer
- Michael Hauck (* 1960), aus Estenfeld stammender Steinmetz, Restaurator und Kunsthistoriker sowie Dombaumeister in Passau und Köln
- Hartmut Wostupatsch (1961–2021), bekannter Neonazi
- Dirk Nowitzki (* 1978), Abitur 1997, Basketballspieler, „Deutschlands Sportler des Jahres 2011“
- Carsten Lichtlein (* 1980), Abitur 2000, Handballtorwart
- Konstantin Steinhübel (* 1990), Ruderer
- Jennifer Jäger (* 1992), Abitur 2011, Fantasy-Autorin

### Bekannte ehemalige Lehrer
- Arnulf Wallner (1936–1975), Oberstudienrat (Zeichnen), Maler und Grafiker
- Hermann Ströbel (1941–2008), Oberstudienrat (Englisch, Französisch), Politiker, unter anderem von 1992 bis 2004 Staatssekretär im Thüringer Kultusministerium
- Arbogast Schmitt (* 1943), Gräzist und Hochschullehrer für klassische Philologie an der Philipps-Universität Marburg

## Verkehrsanbindung

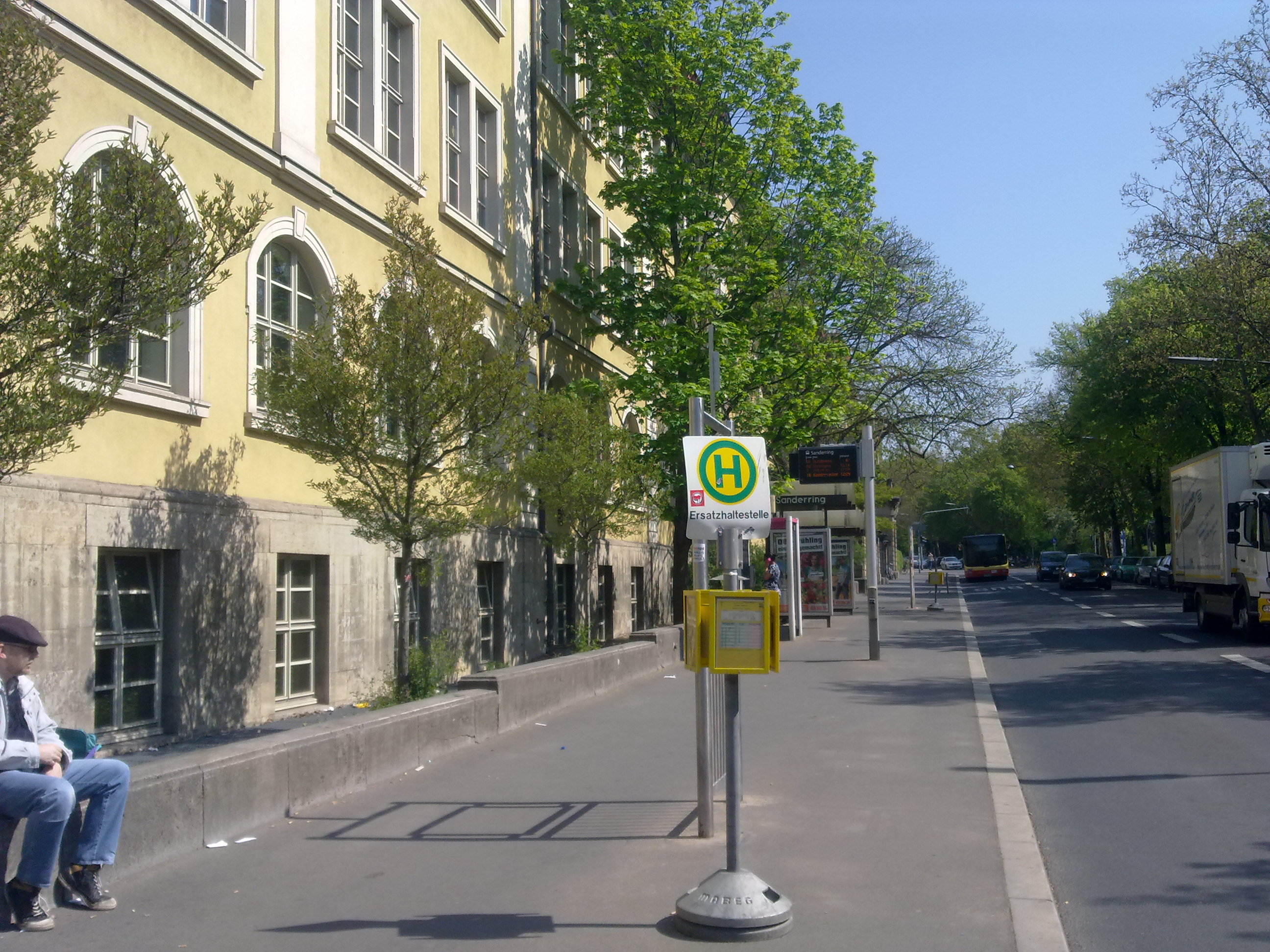
Bushaltestelle Sanderring mit Röntgen-Gymnasium (links)

Vier von fünf Straßenbahnlinien der WVV bedienen die Haltestelle „Sanderring“, die neben der Schule liegt.
- Linie 1: Sanderau – Grombühl
- Linie 3: Heuchelhof – Hauptbahnhof West
- Linie 4: Sanderau – Zellerau
- Linie 5: Rottenbauer – Grombühl

Außerdem fahren über 20 Buslinien diesen Haltepunkt an.
Folgende Linien verkehren innerhalb Würzburgs:
- Linie 7: Zellerau – Sanderring
- Linie 10: Sanderring – Hubland (Uni-Zentrum)
- Linie 15: Busbahnhof – Sanderring – Randersacker
- Linie 17: Busbahnhof – Sanderring – Höchberg
- Linie 35: Sanderring – Käppele – Frankenwarte